# Souk El Had Sebbahe
 (septembre 2018).
Souk El Had Sebbahe (en arabe:سوق الاحد الصّباح;) est une ville et une commune rurale du Maroc. Elle est située dans la Préfecture de Skhirate-Témara, région de Rabat-Salé-Kénitra